# Покровський собор (Хмельницький)
 Кафедральний Собор Покрови Пресвятої Богородиці — парафіяльний православний храм у Хмельницькому, Хмельницької єпархії Православної церкви України, в ім'я Покрови Пресвятої Богородиці.
1824 року на місці нинішнього (поч. XXI ст.) собору було християнське кладовище, де була споруджена невелика православна церква Покрови Богородиці. Ця церква, хоч і втратила своє значення після закриття некрополя в 1870-х роках, оскільки він опинився у межах міста, проіснувала до 1938 року, коли була зруйнована через поганий технічний стан.
Відбудова церкви Покрови Богородиці була проведена в перебудову. Однак замість невеликого цвинтарного храму протягом трьох років був зведений великий собор. Його посвята відбулася 14 січня 1992 року. Чин звершили єпископи Хмельницький і Кам'янець-Подільський Нифонт, Черновецький і Буковинський Онуфрій, Тернопільський Сергій.

## Історія
Дата будівництва припадає на 1820-ті роки. Відповідно до генерального плану забудови міста, було відкрито цвинтар, посеред якого збудували невеличку церкву. Її освятили на честь Покрови Пресвятої Богородиці.
Наприкінці 1870-х років цвинтар закрили, але церква продовжувала діяти до 1938 року. Проте лише за часів перебудови, зі звільненням церкви від радянського гніту, почалась її відбудова, яка завершилася зведенням у 1992 році нового Свято-Покровського собору. Собор одразу ж потрапив у підпорядкування Московського патріархату в Україні (офіційна назва «Українська православна церква»).
У соборі зберігаються такі святині як: ікона Св. Блаж. Мотрони з частками Мощів, ікона Св. Сповідника Арх. Луки з частками Мощів та мощевик з частками мощів святих угодників Божих Києво-Печерської Лаври.

### Перехід до Православної церкви України
2 квітня 2023 року у церкві співробітник церкви із групою людей напав на військового 19-го ОСБ Артура Ананьєва, що поставив питання «Скільки людей ще має загинути, щоб ви перестали ходити в московський патріархат?» Поліція Хмельницької області відкрила кримінальне провадження за статтею «Хуліганство» на військовослужбовця та священника.
УПЦ (МП) заявила, що це була провокація з боку місцевого чиновника, а сам Ананьєв начебто спровокував бійку, обливаючи водою людей. Проте, на опублікованому відео видно, як священник сам штовхає стійку з Євангелієм.
Це викликало хвилю обурення й під церквою зібралася громада міста. Диякон для пояснень до людей не вийшов.
Серед людей утворилася ініціативна група, яка почала реєстрацію присутніх для проведення зібрання громади з питання переходу релігійної громади собору до ПЦУ. 1235 зареєстрованих проголосували за це рішення. Будівлю собору оточила поліція, яка згодом вивела священників УПЦ (МП) і невстановлених осіб через задні двері. Ключі від храму були передані капелану ПЦУ. Згодом міський голова Хмельницького Олександр Симчишин оприлюднив відео першої молитви у соборі українською мовою за Україну, а також за українських захисників.
Тим часом храм та адміністративні будівлі опечатали до Великодня.
3 квітня хмельницький митрополит УПЦ МП Антоній Фіалко заявив, що він хотів би перейти до ПЦУ, після чого синод УПЦ Московського патріархату звільнив його з посади на спокій.

## Настоятелі
- Антоній (Фіалко) (1993—2023)
  - Ігор Слободян[19][20][21][22][23][24]